# Plutodes exiguinota
Plutodes exiguinota är en fjärilsart som beskrevs av George Francis Hampson 1893. Plutodes exiguinota ingår i släktet Plutodes och familjen mätare. Inga underarter finns listade i Catalogue of Life.